# Guido Viale (politico)
Guido Viale (Mondovì, 23 ottobre 1873 – Mondovì, 16 settembre 1952) è stato un politico italiano.

## Biografia
Avvocato torinese, venne eletto Deputato del Regno d'Italia nel 1924 con la Lista Nazionale, venendo poi confermato in carica con il Partito Nazionale Fascista anche nelle successive elezioni plebiscitarie del 1929 e del 1934.
Il 20 ottobre 1939 fu nominato Senatore del Regno d'Italia, carica che mantenne fino alla caduta del fascismo.
Morì all'età di 78 anni il 16 settembre 1952.